# Plaça de Catalunya (Puigverd de Lleida)
La Plaça de Catalunya és una obra de Puigverd de Lleida (Segrià) inclosa a l'Inventari del Patrimoni Arquitectònic de Catalunya.

## Descripció
Plaça antiga de la ciutat i d'arrels mores, de mides ben proporcionades i està vorejada d'edificis adequats en altura. Té planta baixa i dues plantes on es pot apreciar el temps de construcció, amb pedres a les plantes baixes i terra o obra arrebossada a la resta. Fusteries antigues, portals adovellats, arcuacions a les golfes i teula àrab decoren una bona plaça urbanística neta i clara.

## Història
Pavimentació recent i ornamentació de fanals.